# Joseph Fiévée
Joseph Fiévée, né le 9 avril 1767 à Paris où il est mort le 8 mai 1839, est un journaliste, écrivain, haut fonctionnaire et agent secret français.

## Biographie
Il est le septième enfant et le premier fils de Jacques Joseph Fiévée, « maître traiteur » rôtisseur et d'Élisabeth Jeanne Perrier ; devenue veuve, sa mère se remarie avec M. Leblanc. 
Il est imprimeur sous la Révolution, éditant notamment La Chronique de Paris, important journal de l'époque où il fait ses débuts comme journaliste.
Cela lui vaut d'être emprisonné sous la Terreur. Membre du réseau royaliste de l'abbé de Montesquiou, il doit se cacher sous le Directoire. Il rédige dans la clandestinité un roman sur les valeurs de l'époque et ses remous, La Dot de Suzette, qui rencontre un grand succès littéraire en 1798. Il s'adonne ensuite à la politique et se jette en 1795 dans une opposition périlleuse.
De 1800 à 1803, il est chroniqueur à la Gazette de France. Écroué au Temple sur ordre de Fouché et libéré sur intervention de Roederer à la demande de Bonaparte, il devient l'agent secret de ce dernier, l'informant sur la situation politique du pays et sur celle de l'Angleterre. Il est ainsi chargé d'enquêter à Londres sur le journaliste Jean-Gabriel Peltier dont les écrits « peu aimables » sur Napoléon énervent celui-ci et déclencheront un procès. À Sainte-Hélène, Napoléon confirmera qu'il rémunérait ses agents secrets du Cabinet noir de Lavalette, dont Fiévée, douze mille francs par an, et dit à son sujet : « Fiévée, qui était de mon âge, avait été fait auditeur ; il voulait parler au Conseil d'État, mais là on ne pouvait pas faire de phrases. Il y avait des gens qui répondaient ; il fallait être net. Je ne l'ai vu qu'une fois. Il ne connaissait pas mon caractère, ni ma politique. Il voulait me séparer des hommes de la Révolution et croyait que j'étais dupe de Fouché et autres. Les lettres qu'il imprime aujourd'hui sont les notes qu'il m'a envoyées, avec quelques modifications, adaptées aux circonstances ». En 1801, par le remariage de sa sœur, Élisabeth Félicité Fiévée, veuve Georges Lecoq, il devient le beau-frère de Charles Frédéric Perlet. 
De 1804 à 1807, il est rédacteur en chef au Journal des débats, qui devient Journal de l'Empire. Un long article répond à un de ses papiers : « Sur d'Alembert et M. Fiévée, rédacteur en chef du Journal de l'Empire, ou Réfutation des injures que M. Fiévée a adressées à d'Alembert dans le Journal de l'Empire du 19 août 1806 », et met en perspective les positions et les engagements de Fiévée depuis la Révolution. 
Fait baron par l'empereur, il est nommé maître des requêtes au Conseil d'État en 1810, puis préfet de la Nièvre de 1813 à 1815. Il est fait chevalier de la Légion d'honneur en 1812.
Rallié à Louis XVIII pendant la Première Restauration, il est révoqué pendant les Cent-Jours.
Devenu un des penseurs du parti ultra, collaborateur de La Quotidienne et du Conservateur, il écrit dans le Journal des débats et contribue par l'habileté de sa polémique au succès de cette feuille.
Il évolue vers le libéralisme après 1818. Ayant défendu la liberté de la presse, il est condamné à trois mois de prison à la Conciergerie, où Casimir Perier lui rend visite. Il collabore au Temps en 1829 puis au National en 1831.
Fiévée s'est mué en modéré (peut-être même libéral) avec la publication de son livre De l'Espagne et des conséquences de l’intervention de l’armée (1823). De nombreux ultras l'ont condamné à cause de ses opinions contre la guerre. Selon certains, c'est le fait d'avoir été emprisonné pour délits de presse qui l'aurait amené à changer de camp.[réf. souhaitée]

### Citations
- Des soins divers, mais superflus,

De Fiévée occupent la vie :

Comme bougre, il tache les culs ;

Comme écrivain, il les essuie.— Le Parnasse satyrique du dix-neuvième siècle.

- « À peine arrivée dans la rue, toute la société [les amis lettrés de Sautelet] s'est mise à parler du ménage masculin de Fiévée et Th. Leclerq. On a beaucoup jasé sur ce sujet. » Étienne Delécluze, Journal, 12 avril 1826.
- Interrogé par Montalivet sur les rumeurs qui circulent, il lui répond dans un courrier : « Sur ces bruits, je serai toujours mal instruit parce que je suis fort peu causeur, excepté dans mon intimité, et que je n'en ai point ici et ne suis point désireux d'en avoir. Peut-être même est-ce par la facilité que je trouve à vivre sans aucune sujétion de société que ma fonction me plaît tant. Je ne vois personne ou je vois cent personnes à la fois, et comme j'ai toute ma vie eu un souverain mépris pour les propos et un dégoût insurmontable pour les bavards, il m'est impossible de connaître tous ces bruits. »
- « Quand on a un vice, il faut savoir le porter. »
- Lui-même, parlant de sa longue vie commune avec l'écrivain Théodore Leclercq : « Une amitié qui a duré plus de trente ans finit toujours par être respectable. » (Dans Paul Cottin, éd., Mémoires d'Auger, Paris : Revue rétrospective, 1891.)
- Stendhal note de lui : « On dit qu'il a été fait maître des requêtes parce qu'il avait tenu une espèce de contre-police. »
- Dans sa lettre du mardi 12 mars 1799, l'après midi, envoyée à Hölderlin, Suzette Gontard cite une réflexion de Joseph Fiévée tirée de son roman La dot de Suzette, Paris, 1798, p. 6 : « La religion serait née du malheur, si les âmes sensibles n'en eussent puisé le besoin dans la reconnaissance[7] ».

## Publications

### Théâtre
- La Maison à vendre (1789)
- Le Badinage dangereux (1789)
- Les Rigueurs du cloître, paroles de M. Fiévée, musique de M. Berton, chez l'auteur rue Serpente, 1790. Numérisé.

### Romans
- La Dot de Suzette, ou Histoire de Mme. de Senneterre, racontée par elle-même, Paris:Mahadan, an VI (1798) Texte en ligne
- Frédéric (1799) Texte en ligne

### Correspondance
- Lettres sur l'Angleterre (1803)
- Correspondance politique et administrative (15 volumes, 1816)
- Lettres sur le projet d'organisation municipale, présentées à la Chambre des députés le 21 février 1821 (1821)
- Correspondances et relations de J. Fiévée avec Bonaparte de 1802 à 1813, Paris, 1836: 1e volume, octobre 1802-avril 1804 avec une introduction qui est un récit autobiographique, en ligne ; 2e volume, mai 1804-octobre 1809, en ligne; 3e volume, novembre 1809-mars 1813, en ligne.
- Correspondance de Joseph Fiévée et de François Ferrier, 1803-1837: soixante-trois lettres inédites publiées avec une introduction et des notes, Étienne Hofmann (éd.), Berne, Peter Lang, 1994.

### Essais
- De la religion considérée dans ses rapports avec le but de toute législation (1795)
- Du dix-huit brumaire opposé au système de la Terreur] (1802) Texte en ligne
- Réflexions sur la philosophie du XVIIIe siècle (1802)
- Conseils à Napoléon (1802-1803)
- Des opinions et des intérêts pendant la Révolution (1809)
- Histoire de la session de 1815 (1816)
- Histoire de la session de 1816 (1817)
- Histoire de la session de 1817 (1818)
- Réflexion sur la noblesse de nos jours (1818)
- Examen des discussions relatives à la loi des élections pendant la session de 1819, (1820)
- Histoire de la session de 1820 (1821)
- Ce que tout le monde pense, ce que personne ne dit (1821)
- De l'Espagne et des conséquences de l'intervention armée (1823)
- Causes et conséquences du mois de juillet 1830 (1830)

### Nouvelles
- Le Divorce, le Faux Révolutionnaire et l'Héroïsme des femmes (1802)

### Œuvres complètes
- Ses Œuvres ont été publiées par Jules Janin, 1842. (Voir dans l'édition des œuvres de J. Fiévée de 1848 parue chez Ch. Gosselin, une très intéressante notice biographique et littéraire sur J. Fiévée par Jules Janin, de 36 pages.

### Édition récente
- Conseils à Napoléon, Paris, Horizons de France, coll. « Le Roman de l'histoire », circa 1950, 192 p..
- Conseils à Napoléon, Lausanne, Suisse, Éditions L'Âge d'Homme, coll. « Révizor », 2010, 160 p. (ISBN 978-2-8251-4006-2).